# Кашине Вергана (Асти)
Кашине Вергана је насеље у Италији у округу Асти, региону Пијемонт.
Према процени из 2011. у насељу је живело 29 становника. Насеље се налази на надморској висини од 156 м.